# Dąbrowa Tarnowska (district)
Dąbrowa Tarnowska (Powiat dąbrowski) is een Pools district (powiat) in de woiwodschap Klein-Polen.
De oppervlakte bedraagt 529,50 km², het inwonertal 59.471 (2014). Dąbrowa Tarnowska is de enige stad.
Stadsdistricten:
Krakau (Kraków) · Tarnów · Nowy Sącz

Districten:
Bochnia · Brzesko· Chrzanów · Dąbrowa Tarnowska · Gorlice · Krakau · Limanowa · Miechów · Myślenice · Nowy Sącz · Nowy Targ · Olkusz · Oświęcim · Proszowice · Sucha · Tarnów · Tatra · Wadowice · Wieliczka

Grootste steden:
Bochnia · Chrzanów · Gorlice · Krakau · Nowy Sącz · Nowy Targ · Olkusz · Oświęcim · Tarnów · Zakopane